# Кешинг
Кешинг (њем. Kösching) град је у њемачкој савезној држави Баварска. Једно је од 30 општинских средишта округа Ајхштет. Према процјени из 2010. у граду је живјело 8.652 становника. Посједује регионалну шифру (AGS) 9176139.

## Географски и демографски подаци
Кешинг се налази у савезној држави Баварска у округу Ајхштет. Град се налази на надморској висини од 390 метара. Површина општине износи 55,6 km². У самом граду је, према процјени из 2010. године, живјело 8.652 становника. Просјечна густина становништва износи 156 становника/km².